# Myriandros
Myriandros est une ancienne cité et un port phénicien situé près de la ville turque moderne d'Alexandrette. 

## Historique
Port maritime d'importance au IVe siècle av. J.-C., la ville est citée par Xénophon dans son Anabase.